# Olympic FC de Niamey
Olympic Football Club – nigerski klub piłkarski, grający w pierwszej lidze nigerskiej, mający siedzibę  w mieście Niamey.

## Historia
Klub został założony w 1974 roku. Olympic FC jest spadkobiercą klubu Secteur 6, który był pięciokrotnym mistrzem Nigru w latach 1966, 1967, 1968, 1969 i 1970. Olympic FC wywalczył z kolei siedem tytułów mistrzowskich w latach 1976, 1977, 1978, 1989, 1998, 1999, 2012. Olympic FC zdobył też pięć Pucharów Nigru w latach 1975, 1977, 1990, 1991 i 2003.

## Sukcesy
- Ligue 1:

mistrzostwo (12): 1966, 1967, 1968, 1969, 1970 (jako Secteur 6), 1976, 1977, 1978, 1989, 1998, 1999, 2012
- Puchar Nigru:

zwycięstwo (5): 1975, 1977, 1990, 1991, 2003

## Stadion
Domowe mecze klub rozgrywa na stadionie o nazwie Stade Général Seyni Kountché w Niamey. Stadion może pomieścić 35000 widzów.

## Występy w afrykańskich pucharach
| Sezon | Rozgrywki                 | Runda   | Kraj                         | Klub                     | Dom | Wyjazd | Dwumecz                    |
| ----- | ------------------------- | ------- | ---------------------------- | ------------------------ | --- | ------ | -------------------------- |
| 1967  | Puchar Mistrzów           | wstępna | Libia                        | Al-Ittihad Trypolis      | 3–2 | 1–3    | 4–5                        |
| 1968  | Puchar Mistrzów           | wstępna |                              | US Wagadugu              | 1–1 | 1–3    | 2–4                        |
| 1969  | Puchar Mistrzów           | 1       | Togo                         | Étoile Filante de Lomé   | 1–5 | 0–3    | 1–8                        |
| 1970  | Puchar Mistrzów           | 1       | Kamerun                      | Union Duala              | 0–2 | 2–1    | 2–4                        |
| 1971  | Puchar Mistrzów           | 1       | Nigeria                      | Enugu Rangers            | 1–1 | 0–1    | 1–2                        |
| 1975  | Puchar Mistrzów           | 1       | Wybrzeże Kości Słoniowej     | ASEC Mimosas             | 0–2 | 1–4    | 1–6                        |
| 1977  | Puchar Mistrzów           | 1       |                              | Al-Madina SC             | 2–4 | 2–2    | 2–6                        |
| 1978  | Puchar Mistrzów           | 1       | Republika Środkowoafrykańska | SCAF Tocages             | 3–1 | 1–1    | 4–2                        |
| 1978  | Puchar Mistrzów           | 2       | Nigeria                      | Enugu Rangers            | -   | -      | walkower dla Enugu Rangers |
| 1990  | Puchar Mistrzów           | wstępna |                              | Al-Ittihad Trypolis      | 2–0 | 1–6    | 3–6                        |
| 1991  | Puchar Zdobywców Pucharów | wstępna | Republika Środkowoafrykańska | Forces Armées CA         | 5–1 | 3–1    | 8–2                        |
| 1991  | Puchar Zdobywców Pucharów | 1       | Kamerun                      | Prévoyance Jaunde        | 2–0 | 1–3    | 3–3                        |
| 1991  | Puchar Zdobywców Pucharów | 2       | Zair                         | DC Motema Pembe          | 2–1 | 1–2    | 3–3 (k. 3–4)               |
| 1992  | Puchar Zdobywców Pucharów | 1       |                              | Al-Ahly Benghazi         | 1–0 | 0–0    | 0–0                        |
| 1992  | Puchar Zdobywców Pucharów | 2       | Gabon                        | USM Libreville           | 3–2 | 0–1    | 3–3                        |
| 1993  | Puchar Zdobywców Pucharów | 1       | Benin                        | AS Dragons FC de l’Ouémé | 2–2 | 0–4    | 2–6                        |
| 1994  | Puchar CAF                | 1       | Czad                         | Elect-Sport FC           | -   | -      | walkower dla Olympic FC    |
| 1994  | Puchar CAF                | 2       | Algieria                     | US Chaouia               | -   | 0–6    | walkower dla US Chaouia    |
| 2000  | Liga Mistrzów             | 1       |                              | Al-Ahly Trypolis         | 1–2 | 0–4    | 1–6                        |
| 2001  | Puchar Zdobywców Pucharów | 1       | Wybrzeże Kości Słoniowej     | Stade d’Abidjan          | 0–2 | 0–4    | 0–6                        |
| 2004  | Puchar Konfederacji       | 1       | Wybrzeże Kości Słoniowej     | CO Bouaflé               | 1–0 | 2–3    | 3–3                        |
| 2004  | Puchar Konfederacji       | 2       | Maroko                       | FAR Rabat                | 0–3 | 2–3    | 2–6                        |
| 2013  | Liga Mistrzów             | wstępna | Algieria                     | JSM Bejaïa               | 0–0 | 0–3    | 0–3                        |

## Reprezentanci kraju grający w klubie od 2002
Stan na wrzesień 2023.
| - Abdoul Nasser Barkiré - Ousmane Chaïbou - Hassane Djibó - Komla Galey - Issoufou Boubacar Garba - Abdoulaye Garka - Amadou Harouna - Amadou Hassane - Ganiyu Tijani Hutmanu - Abdoul Aziz Ibrahim | - Ismaël Inoussa - Amadou Kader - Adamou Moussa Issa - Abdoul Samad Oumarou - Karim Paraiso - Souleymane Dela Sacko - Abdoul Razak Seyni - Mohamed Soumaïla - Tindjani Utmanu - Moctar Yacouba |